# Harald Włócznia
Harald Włócznia (duń. Harald Kesja; ur. ok. 1080, zm. w 1135 koło Vejle w Jutlandii) – książę duński, nieślubny syn króla Eryka I Zawsze Dobrego z dynastii Estrydsenidów (panował 1095–1103) z nieznaną kochanką. 
Gdy jego ojciec w 1102 roku wraz z arcybiskupem Lund Asserem wyruszyli na pielgrzymkę na Cypr, sprawował funkcję regenta. Jego ojciec zmarł właśnie tam 10 lipca 1103 roku i to Haralda wyznaczył w testamencie na swego następcę. Jednak jego krwawe i okrutne rządy podczas regencji spowodowały bunt, a na króla w 1104 roku wybrano brata zmarłego, Nielsa Starego.
W 1134 roku sprzymierzył się ze swym kuzynem Erykiem II Pamiętnym w celu odsunięcia Nielsa Starego od władzy. Chcieli oni też pomścić śmierć syna Eryka I z prawego łoża, Kanuta Lavarda, zabitego przez syna Nielsa, Magnusa Silnego w 1131. Prawdopodobnie wobec zagrożenia i kryzysu wewnętrznego Niels Stary uczynił go współrządcą królestwa, a Harald stanął po jego stronie. Sprawował kontrolę nad częścią Jutlandii, gdzie ogłoszono go królem Haraldem IV. W bitwie pod Fodwig Eryk pokonał wojska władców (4 czerwca 1134). Po przegranej bitwie, gdzie zginął Magnus Silny, król Niels zbiegł do Szlezwiku, gdzie 25 czerwca 1134 został zamordowany, niewątpliwie na polecenie Eryka II. Podczas bitwy pod Fodwig do niewoli Eryka II dostał się Harald Włócznia, który wkrótce został stracony przez ścięcie głowy pod Vejle wraz ze swoimi ośmioma synami.

## Małżeństwo i potomstwo
Harald Włócznia poślubił nieślubną córkę króla norweskiego Magnusa III Bosego,  Ragnhild Magnusdotter. Mieli razem szóstkę dzieci:
- Björn Haraldsen Żelaznoboki (zm. 1134) poślubił Katarinę Ingesdotter, córkę króla szwedzkiego Inge I Starszego i został ojcem Krystyny, królowej Szwecji w latach 1156-1160 (jako żony Eryka IX Świętego). W wyniku wypadku w 1134 roku utonął wraz z bratem koło Szlezwiku.
- Eryk Haraldsen (zm. 1134), diakon; zmarł razem z bratem.
- Magnus Haraldsen (zm. 4 czerwca 1134), zabity podczas bitwy pod Fodwig.
- Olaf Haraldsen (zm. 1143) rządził Skanią w opozycji do Eryka III Jagnię od 1139 roku, obwołany królem Olafem II; po zabójstwie biskupa Roskilde ekskomunikowany, utracił poparcie i został pokonany i zabity w 1143 roku.
- Kanut Haraldsen, być może był synem z nieprawego łoża, zamordowany wraz z ojcem w 1135.
- Harald Haraldsen, być może był synem z nieprawego łoża, zamordowany wraz z ojcem w 1135.

Ze związków pozamałżeńskich doczekał się sześciu synów, wszystkich zabitych wraz z nim w 1135:
- Sivard Haraldsen.
- Eryk Haraldsen.
- Sweyn Haraldsen.
- Niels Haraldsen.
- Benedykt Haraldsen.
- Mistivint Haraldsen.